# Nanoorganismes arqueobacterians acidòfils de Richmond Mine
Els nanoorganismes arqueobacterians acidòfils de Richmond Mine, també coneguts amb les sigles ARMAN (o Archaeal Richmond Mine Acidophilic Nanoorganisms) són arqueus descoberts per primera vegada en els ambients àcids d'una mina del nord de Califòrnia (Iron Mountain Mine). Els tres grups detectats, anomenats ARMAN-1, ARMAN-2 i ARMAN-3, representen tres llinatges dins del fílum Euryarchaeota. Aquests nous grups d'arqueus van ser passats per alt en una PCR anterior perquè els ARMAN presenten diversos desajustos amb els iniciadors comunament utilitzats per als gens ARNr 16S. Van ser finalment detectats utilitzant la tècnica de seqüenciació shotgun. Els seus gens ARNr 16S difereixen entre els tres grups tant com el 17%. Abans del seu descobriment, tots els arqueus trobats a la muntanya pertanyien a l'ordre Thermoplasmatales (per exemple, Ferroplasma).
L'examen de les diferents zones de la mina utilitzant sondes fluorescents específiques als grups ARMAN ha revelat que sempre estan presents en comunitats associades amb el drenatge àcid de la mina, que té un pH menor d'1,5. Normalment constitueixen un petit percentatge (5-25%) de la comunitat. La filtració de mostres i l'examen utilitzant microscòpia ha posat en manifest que són cèl·lules molt petites (aproximadament de 300 nm de diàmetre), possiblement les més petites formes de vida lliure.